# 목포옥암중학교
목포옥암중학교(木浦玉岩中學校)는 대한민국 전라남도 목포시 옥암동에 있는 공립 중학교이다.

## 학교 연혁
- 2007년 3월 1일 : 목포 옥암중학교 개교
- 2007년 3월 1일 : 초대 정호선 교장 부임
- 2010년 2월 11일 : 제1회 졸업식 (남 140명, 여 137명 총 277명)
- 2023년 2월 8일 : 제14회 졸업식(남 137명, 여 98명, 졸업생 총수 3,641명)
- 2023년 9월 1일 : 제9대 김종국 교장 부임

## 참고 자료
- 목포옥암중학교 - 한국교육학술정보원 학교알리미